# BOATBoy
BOATBoy（ボートボーイ）とは、日本のボートレース（競艇）専門月刊雑誌。
サブタイトルは「あなたとBOAT RACEをアツくする超抜マガジン」。発行は日本レジャーチャンネル（JLC）。

## 概要
創刊は1996年3月に発売された1996年4月号。
内容はボートレース界のスター選手のインタビューや発行前に行われたレースの回顧、発売日以降に開催するビッグレースの展望などが中心となっている。またJLC専属解説者によるコーナーも掲載されている。
BOATBoyには付録として一部のボートレース場およびボートレースチケットショップ（場外発売所）の指定席や駐車場などの無料券や割引券などのクーポンが用意されている。クーポンの内容は発行毎に変化している。
競艇専門誌としては他に三栄書房の『競艇マクール』があるが、本誌は発行元であるJLCが元々競艇関連団体（日本モーターボート競走会、BOAT RACE振興会）の100%出資で構成される企業である関係から、誌面の内容もどちらかと言えば主催者寄りで、中央競馬における『優駿』（中央競馬ピーアール・センター）のような機関誌的位置づけとなっている。一方で2014年頃から、舟券予想関連のデータとして、1コースの逃げ率・2コースの逃がし率などを軸とした「新概念データ」を提唱している。
新型コロナウィルスの感染防止対策としての無観客開催および取材制限により紙面の構成に支障をきたしていることにより、2020年7月号（2020年6月11日発売）をもって一時休刊となった。代わりに2020年10月14日より、YouTubeのJLCチャンネルで『週刊BOATBoy』の配信を開始している。また「新概念データ」については、JLCのボートレース中継などで引き続き提供されている。その後編集体制の変更などにより、2021年5月号（2021年4月9日発売）から復刊した。

## 基本発売日と発売場所
毎月11日。全国の書店、ボートレース場売店、JLCグッズを取り扱っているボートピア・ミニボートピア・オラレ内の売店などで発売している。